# Podział administracyjny Kościoła katolickiego na Łotwie
Podział administracyjny Kościoła katolickiego na Łotwie – w ramach Kościoła katolickiego na Łotwie funkcjonuje jedna metropolia, w skład której wchodzi 1 archidiecezja z 3 sufraganiami.

## Lista diecezji

### Metropolia ryska
- archidiecezja ryska
  - Diecezja jełgawska
  - Diecezja lipawska
  - Diecezja rzeżycko-agłońska